# 奥梅萨
奥梅萨（法語：Omessa，法語發音：[ɔmɛsa]）是法国上科西嘉省的一个市镇，属于科尔泰区。

## 地理
奥梅萨（42°22'12"N, 9°11'58"E）面积24.4 平方千米，位于法国上科西嘉省，该省份位于科西嘉北部，后者为地中海西部的一座岛屿，也是法国的一个单一领土集体，位于法国大陆部分的东南面，意大利半島的西面，最临近的地块是撒丁岛。
与奥梅萨接壤的市镇（或旧市镇、城区）包括：卡斯蒂尔拉、拉诺。

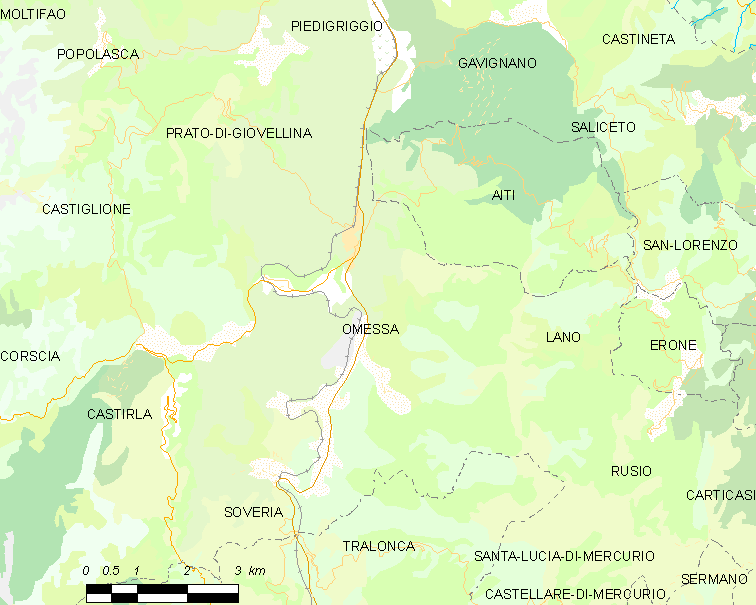
奥梅萨的OSM定位图

奥梅萨的时区为UTC+01:00、UTC+02:00（夏令时）。

## 行政
奥梅萨的邮政编码为20236，INSEE市镇编码为2B193。

## 政治
奥梅萨所属的省级选区为戈洛-莫罗萨利亚县。

## 人口

1962-2008年间奥梅萨人口变化图示

奥梅萨于2022年1月1日时的人口数量为599人。